# Cussac-sur-Loire
Cussac-sur-Loire là một xã thuộc tỉnh Haute-Loire nam trung bộ nước Pháp. Xã Cussac-sur-Loire nằm ở khu vực có độ cao trung bình 660 mét trên mực nước biển.